# 红足蒿
红足蒿（学名：Artemisia rubripes）为菊科蒿属的植物。分布在日本、蒙古、俄罗斯、朝鲜以及中国大陆的吉林、内蒙古、江西、安徽、山西、黑龙江、江苏、浙江、山东、河北、辽宁、福建等地，生长于海拔700米至1,900米的地区，多生于草坡、灌丛、河边、林缘、路旁、森林草原、低海拔地区的荒地或草甸等，目前尚未由人工引种栽培。

## 别名
大狭叶蒿（东北植物检索表），小香艾（山西），红茎蒿（吉林），“乌兰-沙里尔日”（蒙语名）